# Porgy and Bess (Ella Fitzgerald e Louis Armstrong)
Porgy and Bess è il tredicesimo album della cantante jazz Ella Fitzgerald con la partecipazione del trombettista Louis Armstrong, pubblicato dalla Verve Records nel 1957.

## Descrizione
L'album comprende brani scritti da George e Ira Gershwin per l'opera teatrale Porgy and Bess reinterpretati da Ella Fitzgerald e Louis Armstrong con la direzione orchestrale di Russell Garcia; i brani vennero registrati a Los Angeles il 18, 19 e 28 agosto del 1957 e quindi il 14 ottobre dello stesso anno.

## Tracce
Testi di Du Bose Heyward e Ira Gershwin, musiche di George Gershwin.
1. Overture – 10:52
2. Summertime – 4:58
3. I Wants to Stay Here – 4:38
4. My Man's Gone Now – 4:02
5. I Got Plenty O' Nuttin' – 3:52
6. Buzzard Song – 2:58
7. Bess, You Is My Woman Now – 5:28
8. It Ain't Necessarily So – 6:34
9. What You Want Wid Bess? – 1:59
10. A Woman Is a Sometime Thing – 4:47
11. Oh, Doctor Jesus – 2:00
12. Here Come de Honey Man/Crab Man/Oh, Dey's So Fresh and Fine (medley) – 3:29
13. There's a Boat Dat's Leavin Soon for New York – 4:54
14. Bess, Oh Where's My Bess? – 2:36
15. Oh Lawd, I'm on My Way! – 2:57